# Benedikt Stilling
Benedikt Stilling, född den 22 februari 1810 i Kirchhain, Kurfurstendömet Hessen, död den 28 januari 1879 i Kassel, Hessen-Nassau, var en tysk anatom, far till oftalmologen Jakob Stilling.
Stilling blev 1832 medicine doktor i Marburg och bosatte sig sedan i Kassel, dår den akademiska banan på grund av hans israelitiska religion var stängd för honom. Som kirurg var han mycket framstående, och under åratal var han i Tyskland den ende operatör, som utförde ovariotomier; hans första hithörande operation daterar sig från 1837. År 1840 offentliggjorde Stilling sitt berömda arbete Physiologisch-pathologische und medizinisch-praktische Untersuchungen über die Spinalirritation, där för första gången talas om "vasomotoriska" nerver. 
Mest betydande är dock de inlägg, som Stilling gjorde i avseende på det centrala nervsystemets anatomi, ett studieområde, åt vilket han under nära 40 år med storartad framgång ägnade sina bästa krafter. De viktigaste av Stillings arbeten åt detta håll är Über die Textur des Rückenmarkes (med B.F. Wallach, 1842); Die medulla oblongata (1843); Über den Bau und die Verrichtungen des Gehirns (1840); Neue untersuchungen uber den bau des Rückenmarkes (1857-59) och Über den bau des kleinen Gehirns (1864-78).